# Iaroslav Ier Osmomysl

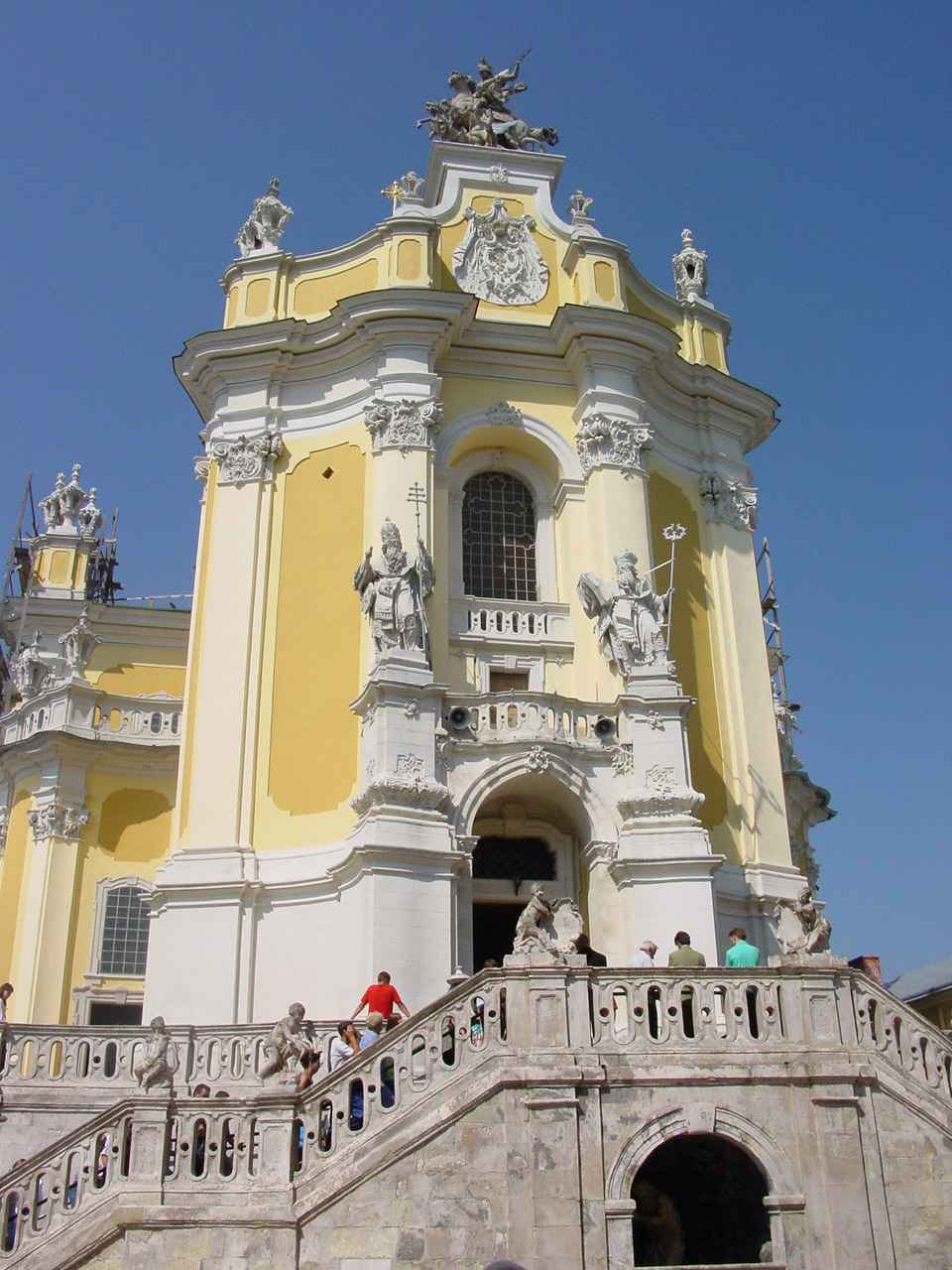
La sépulture de Iaroslav Osmomysl se trouve à la cathédrale Saint-Georges à Lviv.

Iaroslav Ier dit Osmomysl (littéralement : « Huit esprits ») — en ukrainien : Ярослав Осмомисл,  en polonais : Jarosław Ośmiomysł — (env. 1130-1187), a été prince de Galicie de  1153 à 1187.

## Famille
Il est fils de Vladimirko de Galicie et de Zsófia (Sophie), fille de Koloman Árpád de Hongrie. Il a succédé à son père à la tête de la Principauté de Galicie en 1153. Environ en 1150, il a épousé Olga, fille de Iouri Dolgorouki de Rostov-Souzdal avec qui il a eu un fils Vladimir. Malheureux dans son mariage, il a chassé Olga et a épousé Nastia (Anastasie) d'une famille de boyards locaux de Chagr avec qui il a eu un fils Oleg. Fait unique dans l'histoire des principautés ruthènes, en 1171, jaloux du pouvoir grandissant des Chagr, les boyards de Halych se sont rebellés contre Iaroslav, ont emprisonné Oleg et ont brûlé Nastia, accusée de sorcellerie. Mis devant le fait accompli, Iaroslav a été contraint d'accepter le retour d'Olga. Cet épisode démontre selon certains historiens le rôle politique important des boyards, en fait les chefs des tribus des Croates blancs, en Galicie.

## Règne
Sous Iaroslav, la principauté de Galicie est au sommet de son pouvoir qui s'étend sur un territoire considérable du nord des Carpates jusqu'à Danube. Iaroslav a su garantir à sa principauté une paix relative malgré les troubles qui affectent la Rus' de Kiev. Cela permet le développement rapide du commerce et de l'artisanat. Forte de son emprise sur Galați sur Danube, appelé « petit Halych », la Galicie a développé un commerce actif avec la Bulgarie et l'Empire byzantin.
En 1185, Iaroslav participa à la campagne des princes ruthènes contre les Coumans. La campagne qui se solde par un échec, est décrite dans le Dit de l'Ost d'Igor, la plus ancienne œuvre littéraire ruthène.
En 35 ans de règne, Iaroslav a construit une principauté prospère qu'il a su défendre contre les princes de Kiev. Il est décédé en 1187, en nommant Oleg, fils de Nastia, son héritier. Craignant sa vengeance, les boyards ont chassé Oleg à qui ils ont préféré Vladimir. Le règne de Vladimir a été marqué par la débauche et l'alcool, et il a été chassé à son tour par les boyards. Oleg est revenu, mais il a été empoisonné après une courte période de règne en 1188. C'est Roman le Grand de Volhynie, qui après une campagne contre Vladimir, les Hongrois et les Polonais, s'est emparé de Halych en 1199. Roman a formé ainsi la Principauté de Galicie-Volhynie.